# Tegulaster leptalacantha
Tegulaster leptalacantha är en sjöstjärneart som först beskrevs av Hubert Lyman Clark 1916.  Tegulaster leptalacantha ingår i släktet Tegulaster och familjen Asterinidae. Inga underarter finns listade i Catalogue of Life.